# Andrew W. Walker
Cet article concerne l'acteur canadien. Pour le joueur de rugby à XV australien, voir Andrew Walker.
Pour les articles homonymes, voir Walker.
Andrew William Walker, né le 9 juin 1979, est un acteur canadien principalement connu pour ses rôles dans de nombreux téléfilms.

## Biographie

### Enfance et formation
Andrew William Walker est né à Montréal, Québec, dans la famille de la bibliothécaire Joyce Walker et de l'administrateur de l'école Bruce Walker. Sa sœur est l'actrice et mannequin Jenimay Walker.
Il est diplômé du Vanier College, où il a joué au football et a reçu une bourse pour jouer au Boston College. Après la Colombie-Britannique, il est retourné chez lui au spring camp à Vanier et a déchiré son ligament croisé antérieur lors d'un simple entraînement, qui a mis fin à sa carrière sportive.

## Vie privée
Andrew W. Walker est marié à Cassandra Troy. Ensemble ils ont deux fils, West Walker, né le 15 juillet 2015 et Wolf, né en décembre 2019.
En 2013, Andrew et Cassandra ont démarré leur entreprise de jus de fruits nommé Clover aux côtés de leur ami Beau Laughlin. En 2018, le couple a renommé leur entreprise de jus de fruits en Little West en l'honneur de leur fils aîné West.

## Filmographie

### Cinéma
- 1997 : Laserhawk : Bruce
- 2001 : The Score de Frank Oz : Jeff
- 2007 : Steel Toes (en) de David Gow : Michael « Mike » Downey
- 2008 : Fast Track : Sans Limites (en) de Axel Sand (de)
- 2011 : The Gundown de Dustin Rikert : Cole Brandt
- 2013 : Dans l'ombre de la proie (Penthouse North) de Joseph Ruben : Ryan
- 2014 : 2 Bedroom 1 Bath de Stanley Yung : Kevin
- 2015 : Loaded de Chris Zonnas : Alex
- 2016 : Deadly Signal de Brianne Davis (en) : Dennis
- 2018 : Oxalis de Brian Gottlieb : John Ives
- 2018 : God Bless the Broken Road (en) de Harold Cronk (en) : Cody Jackson

### Télévision

#### Séries télévisées
- 1997-1999 : Student Bodies : JJ (10 épisodes)
- 1998 : V.I.P. : Derskin (saison 1, épisode 8)
- 2001-2002 : C'est pas ma faute ! : Rick Stage (saison 1, 22 épisodes)
- 2002-2003 : Sabrina, l'apprentie sorcière : Cole Harper (saison 7, 10 épisodes)
- 2005 : Reba : Frank (saison 5, épisode 6)
- 2006 : Magnitude 10,5 : L'Apocalypse : Sergent Corbel (mini-série, 2 épisodes)
- 2008 : Urgences : Jack (saison 14, épisode 11)
- 2008 : The Big Bang Theory : Mike (saison 1, épisode 14)
- 2008 : Les Experts : Manhattan : Greg Pullman (saison 5, épisode 4)
- 2008 : Les Experts : Miami : Steve Howell (saison 7, épisode7)
- 2009 : FBI : Portés disparus : Jay Lester/Blake Keyes/Stephen Garcia/John Burroughs (saison 7, épisode 15)
- 2010 : Sons of Tucson : Danny (saison 1, épisode 8)
- 2011 : Against the Wall : John Brody (saison 1, 13 épisodes)
- 2012 : Flashpoint : Cole (saison 5, épisode 10)
- 2014 : Le cœur a ses raisons : Billy Hamilton (saison 1, épisodes 5 et 6)
- 2015 : Stalker : Coach Baker (saison 1, épisode 15)
- 2018 : En route vers le mariage: faits l'un pour l'autre : Rob Atwell (saison 1, épisode 4)

#### Téléfilms
- 2003 : Liaison scandaleuse : Holden
- 2005 : Une vie dans l'oubli : Eddie Fate
- 2006 : Separated at Worth : Nicholas
- 2007 : Fuite vers l'amour : Jack Carlson
- 2009 : La toile du mensonge : Josh Lawson / Jarod
- 2011 : Coupable Innocence (Nora Roberts's Carnal Innocence) de Peter Markle : Agent Matthew Burns
- 2012 : Marié avant Noël (A Bride for Christmas) de Gary Yates : Aiden MacTiernan
- 2012 : À la recherche de Madame Noël (Finding Mrs. Claus) de Mark Jean : Myles
- 2014 : Une ombre sur le mariage (Wedding Planner Mystery) de Ron Oliver : Aaron Gold[5]
- 2015 : En cavale pour Noël (Debbie Macomber's Dashing Through the Snow) de Kristoffer Tabori : Dash Sutherland[6]
- 2015 : Les Prisonnières (Kept Woman) de Michel Poulette : Evan Crowder
- 2015 : Les Doutes de la mariée (Bridal Wave) de Michael M. Scott : Luke Griggs[7]
- 2016 : Amour à la carte (Appetite for Love) de David Mackay : Clay Hart[8]
- 2016 : Coup de foudre avec une star (Date with Love) de Ron Oliver : Vincent Walsh
- 2016 : Noël à pile ou face (A Dream of Christmas) de Gary Yates : Stuart Fischer[9]
- 2017 : Un amour de patineuse (Love on Ice) de Bradley Walsh : Spencer Patterson
- 2017 : La Saison du coup de foudre (The Perfect Catch) de Steven R. Monroe (en) : Chase
- 2017 : Croquer la pomme d'Amour (Love Struck Café) de Mike Robe : Joe Wainright
- 2017 : Coup de foudre chez le Père Noël (Snowed-Inn Christmas) de Gary Yates : Kevin Jenner[10]
- 2018 : Mon amoureux secret (My Secret Valentine) de Bradley Walsh : Seth Anderson
- 2018 : Associée avec mon Ex (Love in Design) de Steven R. Monroe (en) : Jeff Winslow
- 2018 : Les biscuits préférés du Père Noël (A Christmas in Tennessee) de Gary Yates : Matthew Gilbert
- 2019 : Un coup de foudre malgré eux (Bottled with Love) de David Weaver : Nick Everson
- 2019 : Une romance de Noël en sucre d'orge (Merry & Bright) de Gary Yates : Gabe Carter
- 2019 : La fiancée de Noël (Christmas on My Mind) de Maclain Nelson : Zach Callahan
- 2020 : Sweet Autumn de Gary Yates : Dex Walters
- 2020 : Coup de foudre dans l’allée des sapins (Christmas Tree Lane) de Steven R. Monroe (en) : Nate Williams
- 2021 : Une New-Yorkaise à la ferme de David Winning : Jack West
- 2022 : Trois frères, Noël et un couffin de Terry Ingram : Luck Brenner
- 2022 : Noël à Maple Valley de Paul Ziller : Aaron Davenport
- 2023 : Safari romance de Leif Bristow : Tim Ericson
- 2023 : Curious Caterer: Grilling Season de Paul Ziller : Détéctive Tom Schultz
- 2023 : Curious Caterer: Fatal Vows de Paul Ziller : Détéctive Tom Schultz
- 2023 : Christmas Island de David Weaver : Oliver MacLeod
- 2024 : Curious Caterer: Foiled Plans de Paul Ziller : Détéctive Tom Schultz
- 2024 : For Love and Honey de Kevin Fair : Austen

## Distinctions
Sauf indication contraire, les informations mentionnées dans cette section peuvent être confirmées par la base de données cinématographiques IMDb,  présente dans la section « Liens externes ».

### Récompenses
- 2006 : Phillip Borsos Awards pour le « meilleur acteur » pour le rôle de Michael « Mike » Downey dans Steel Toes (en).

### Nominations
- 2019 : ACTRA Montreal Award pour la « meilleure performance masculine » pour le rôle de Kevin Jenner dans Coup de foudre chez le Père Noël[11]

## Voix française
Le comédien Anatole de Bodinat est la voix régulière d'Andrew Walker dans ses téléfilms.